# Curpen, Gorj
Curpen este un sat în comuna Stănești din județul Gorj, Oltenia, România. A fost până la ultima reformă administrativă centrul civic al fostei comune Vălari. Este așezat pe o parte și pe alta a firului apei Șușița, pe linii cu nume de familii ale primelor așezări. De exemplu: Dudăi, Ciorăști, Udroi, Greci, Filipești etc.
Curpen derivă din latina "Curpenue" -  cuptoare cu pâine, merinde -, ceea ce adeverește faptul că aici era un centru de aprovizionare al romanilor, ale căror trupe treceau spre Pasul Vâlcan și Cohorta de la Bumbești-Jiu.
Pe apa Șușița erau mori de apă unde se măcinau cerealele și pe marginea apei erau cuptoarele unde coceau pâinea romanii.
După necesitățile administrative din ultimul timp, comuna Vălari și toate satele ei au fost arondate în comuna Stănești.
Când a fost centru civic, aici era un local de primărie din lemn care a fost demolat după al Doilea Război Mondial și în locul căruia s-a construit altul din zid de piatră. În prezent, în acel local funcționează cooperativa.

###### Biserica
În acest sat sunt trei biserici construite după necesitățile și interesele celor ce le-au construit.
Mai recent s-a construit o biserică din zid în centrul liniilor de sat.
Este o biserică la Dudăi care a fost mutată in vârful dealului fiindcă era des inundată de pârâul Balta Dudăilor.
Era prevăzută cu o tindă, în față cu niște grinzi de jur împrejur care serveau drept scaune întrucât acesta a fost cel mai vechi local de învățătură. La centrul acestei tinde era așternut nisip pe care anumiți copii învățau scrisul prin apăsare cu degetul sau cu un bețisor.
Cititul se învăța pe cărțile din biserică, toate fiind scrise cu alfabetul slavon.
Învățătorii erau popi și dascăli (cântăreți).
Printre primii popi care i-au învățat pe copii carte la această biserică au fost popa Ion Popescu și Deaconu din Ciulavi.
Mai este o biserică în cimitirul de la Curpenel.
Atât cea de la Dudăi, cât și aceasta sunt monumente istorice, în care nu se face slujba.
Preoții cunoscuți dintre cei mai vechi au fost popa Ion Popescu, popa Ștefan Popescu și fiul său, Constantin St. Popescu, și popa Vasile Udriștioiu.

###### Școala
Învățătura de carte în Curpen a pătruns înaintea tuturor din împrejur.
După învățătura de carte la biserică, când nu erau școli, domnitorul Cuza a dat dispoziții să se construiască școli în toate comunele. Atunci s-a construit o școală din lemn pe terenul din fața localului fostei primării.
Aceasta era din bârne de stejar cu două săli de clasă, fiecare mai mare de 4x4 m, despărțite între ele prin scânduri. Pe jos era cu pământ. În partea din afară erau lemnele brute necioplite și fără var printre ele. În interior erau văruite.
În fiecare sală erau câte 6-7 bănci lungi și se circula între ele pe o parte, pe lângă perete, unde era un interval de 1/2 m.
Erau o catedră dintr-un dulap construit de rudari și un scaun la fel.
Aici învățau copiii de la Vălari, Vaidei și Curpen.
În anul 1923, Grigore C. Popescu, fiind numit învățător aici, împreună cu preotul Constantin St. Popescu, care era și învățător, am luat inițativa și împreună cu toți sătenii am construitun nou local de școală corespunzător acelui timp, cu 3 săli de clasă și o cancelarie.
Aceasta a folosit până la generalizarea învățământului de 7 ani, respectiv 8 ani, când s-a construit localul cel nou in 1963.
Atunci, această școală fiind spațioasă, s-a amenajat în căminul cultural și o clasă pentru grădiniță.
Unul dintre cei mai vechi învățători localnici care au profesat în acest sat a fost Barbu I. Mitache, absolvent al Școlii Normale de Învățători Rurali din Târgu-Jiu, înființată în anul 1872. Acesta a fost și veteran al războiului din 1877-1878.
Au urmat o mulțime de învățători și suplinitori nelocalnici. În anul 1919 a fost numit învățător Pr. Popescu St. Constantin, localnic.
În 1923 a fost numit învățător Grigore C. Popescu, care a profesat până în anul 1963 și care a fost și directorul școlii timp de 25 de ani.
Au urmat ca învățători localnicii Ion Tudor și soția sa, Silvia Tudor, Magereanu Nicolae, Magereanu Ioana și alții.
La generalizarea învățământului de 8 ani s-a completat ciclul 2 cu profesori calificați pe discipline.

###### Viața economică
Locuitorii se ocupă de mica agricultură, creșterea vitelor și pomicultură.

## Vezi și
- Biserica de lemn din Curpen
- Biserica de lemn din Curpenel

## Imagini

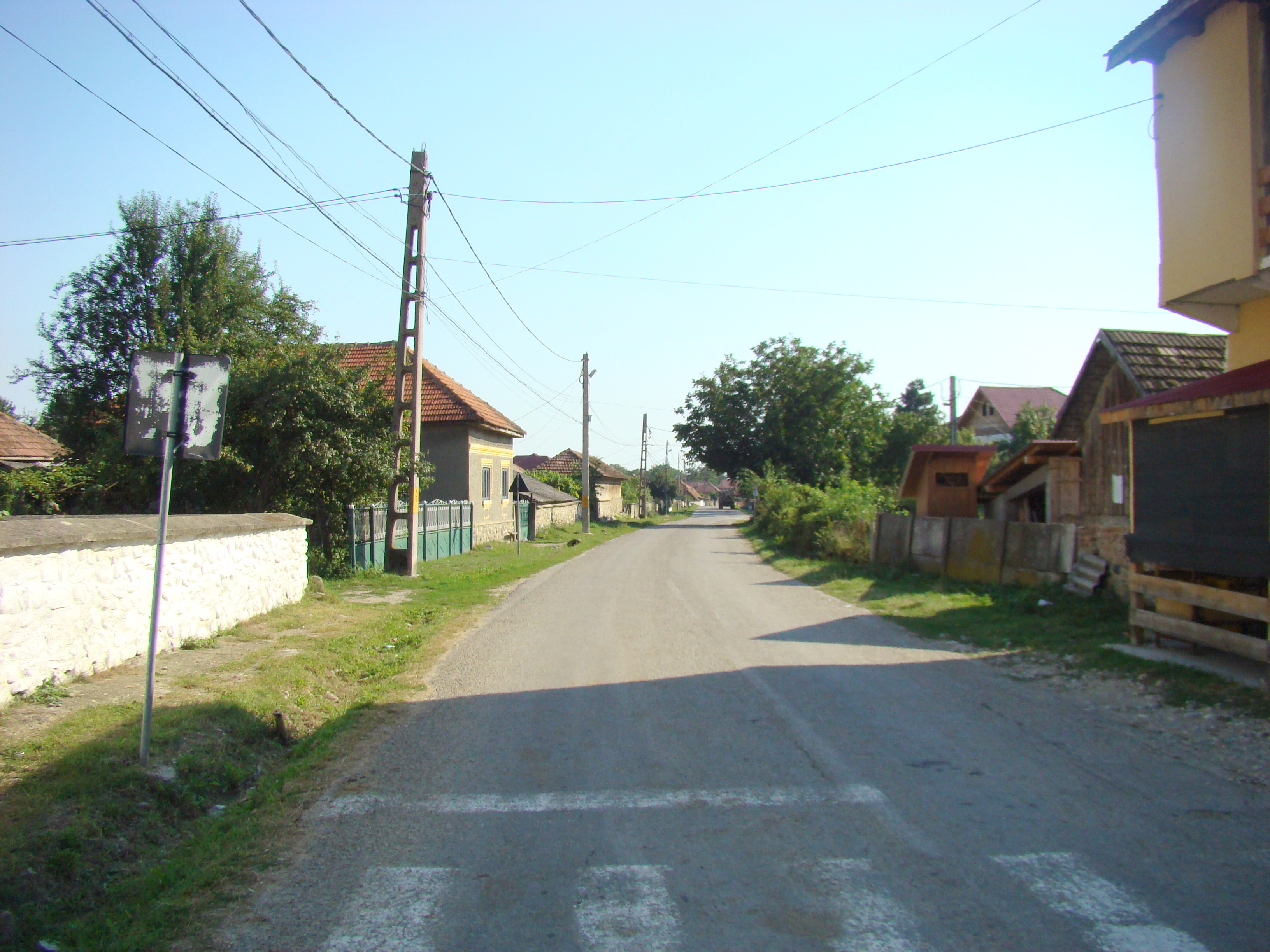
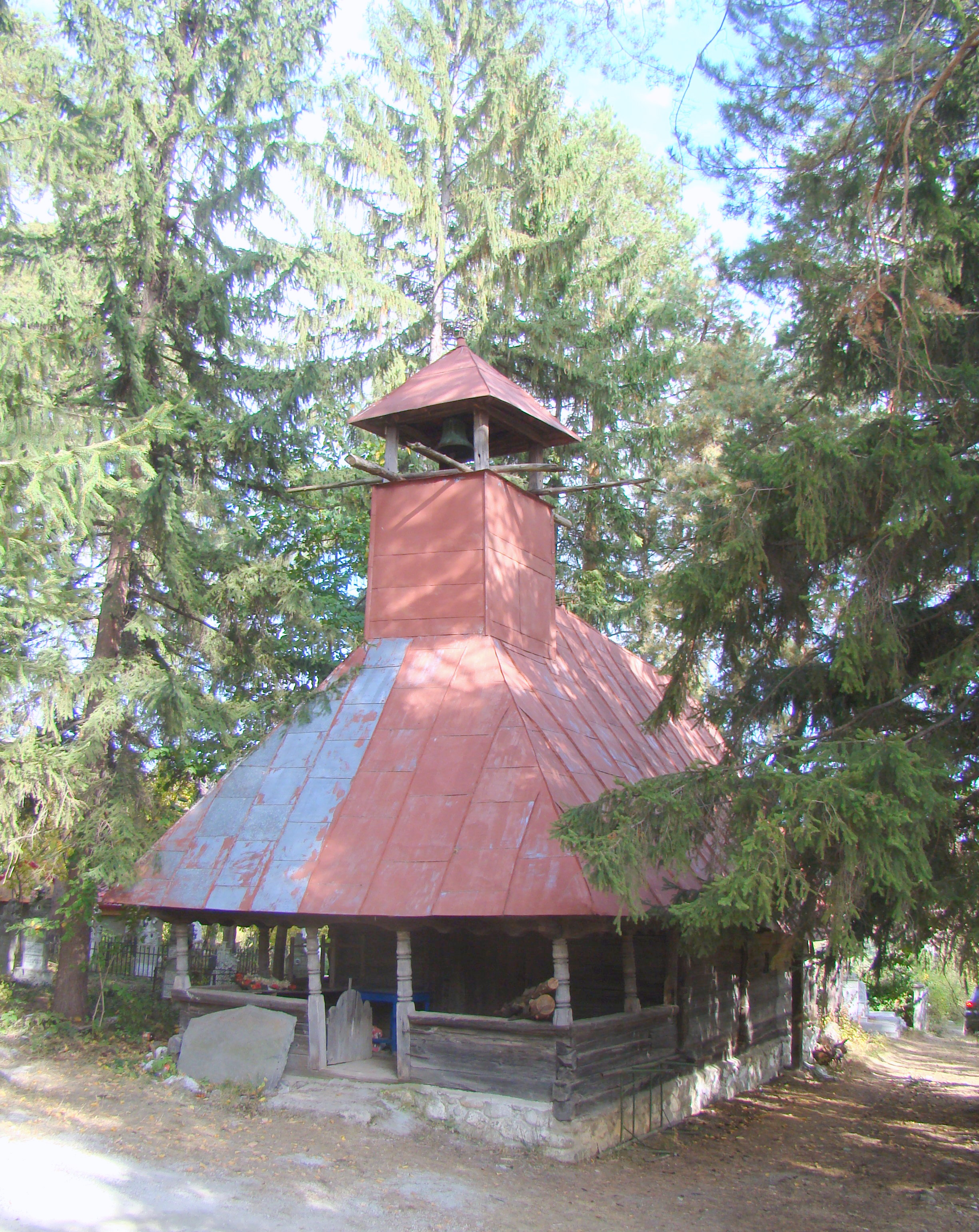
Biserica de lemn de pe „Dealu Mare” (monument istoric)
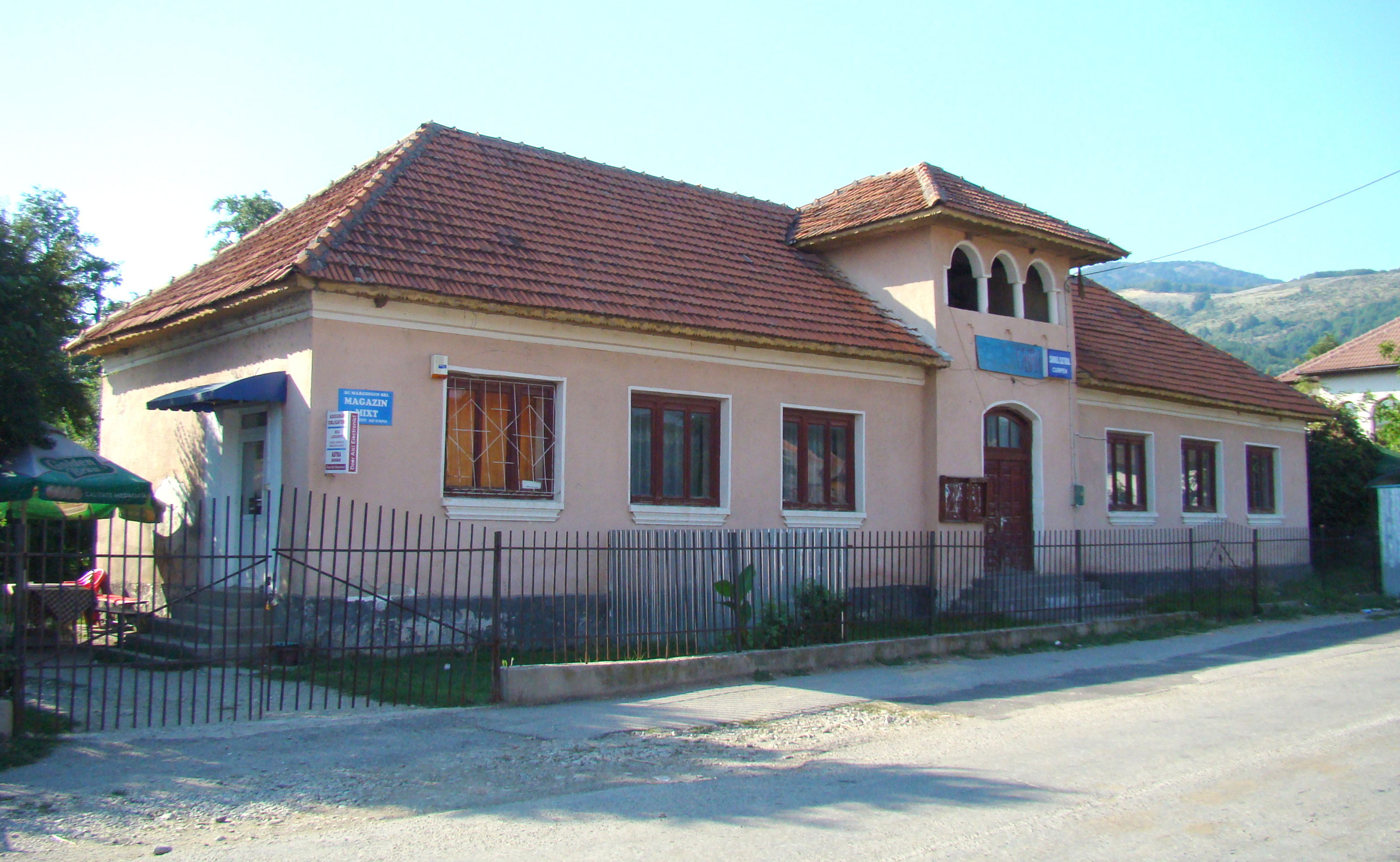
Câminul cultural
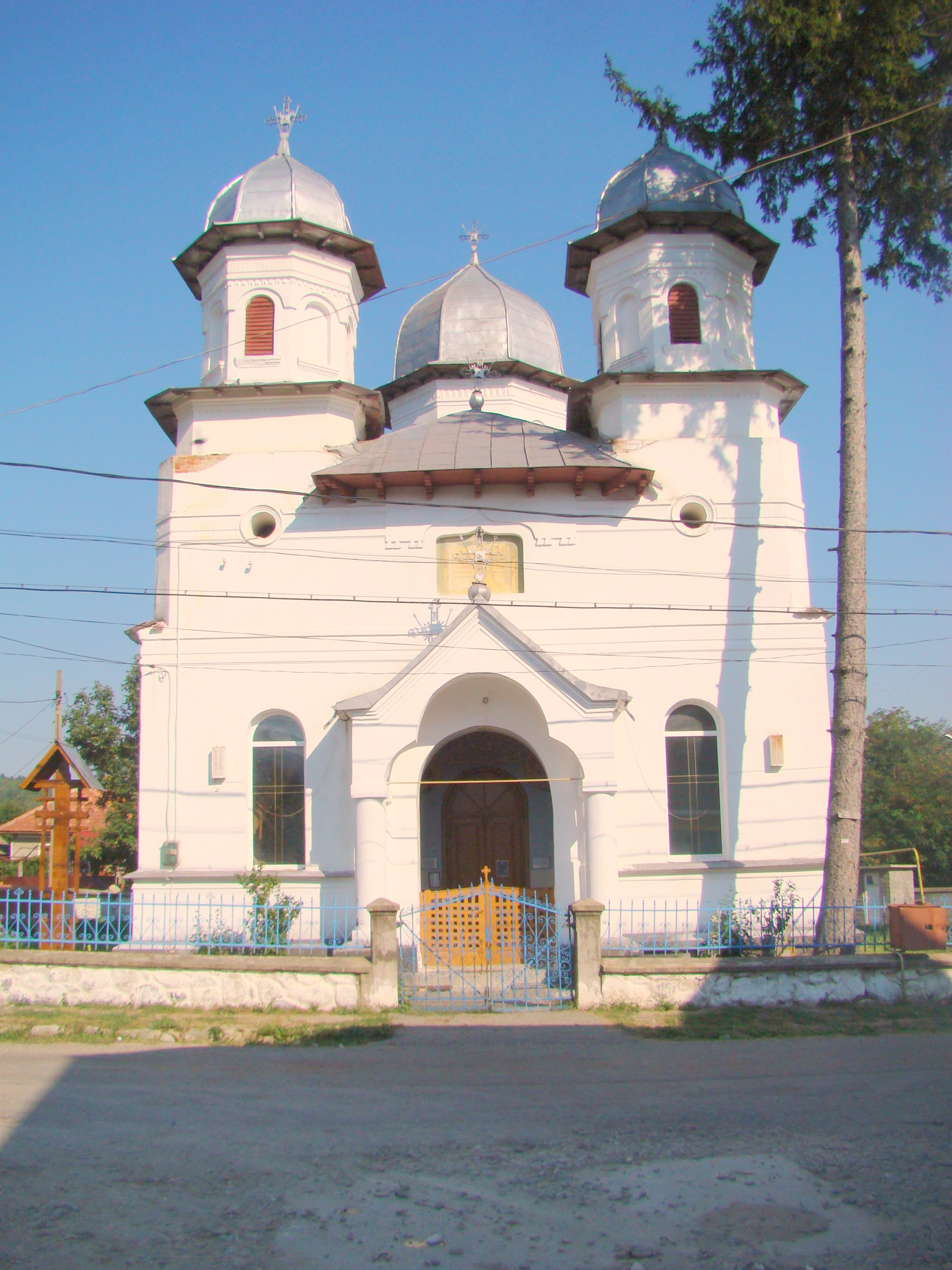
Biserica de zid „Adormirea Maicii Domnului”
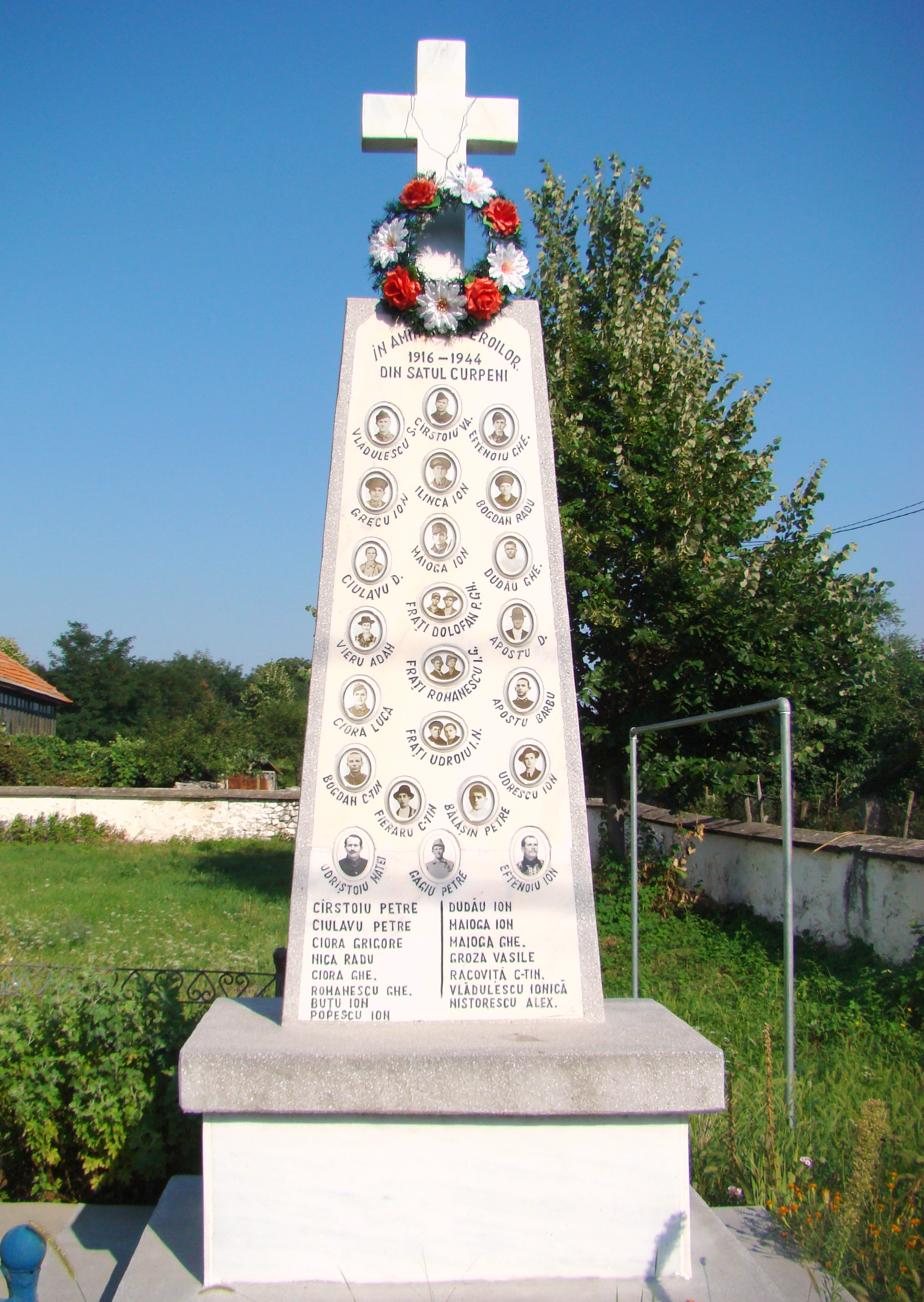
Monumentul eroilor